# Государственный заём

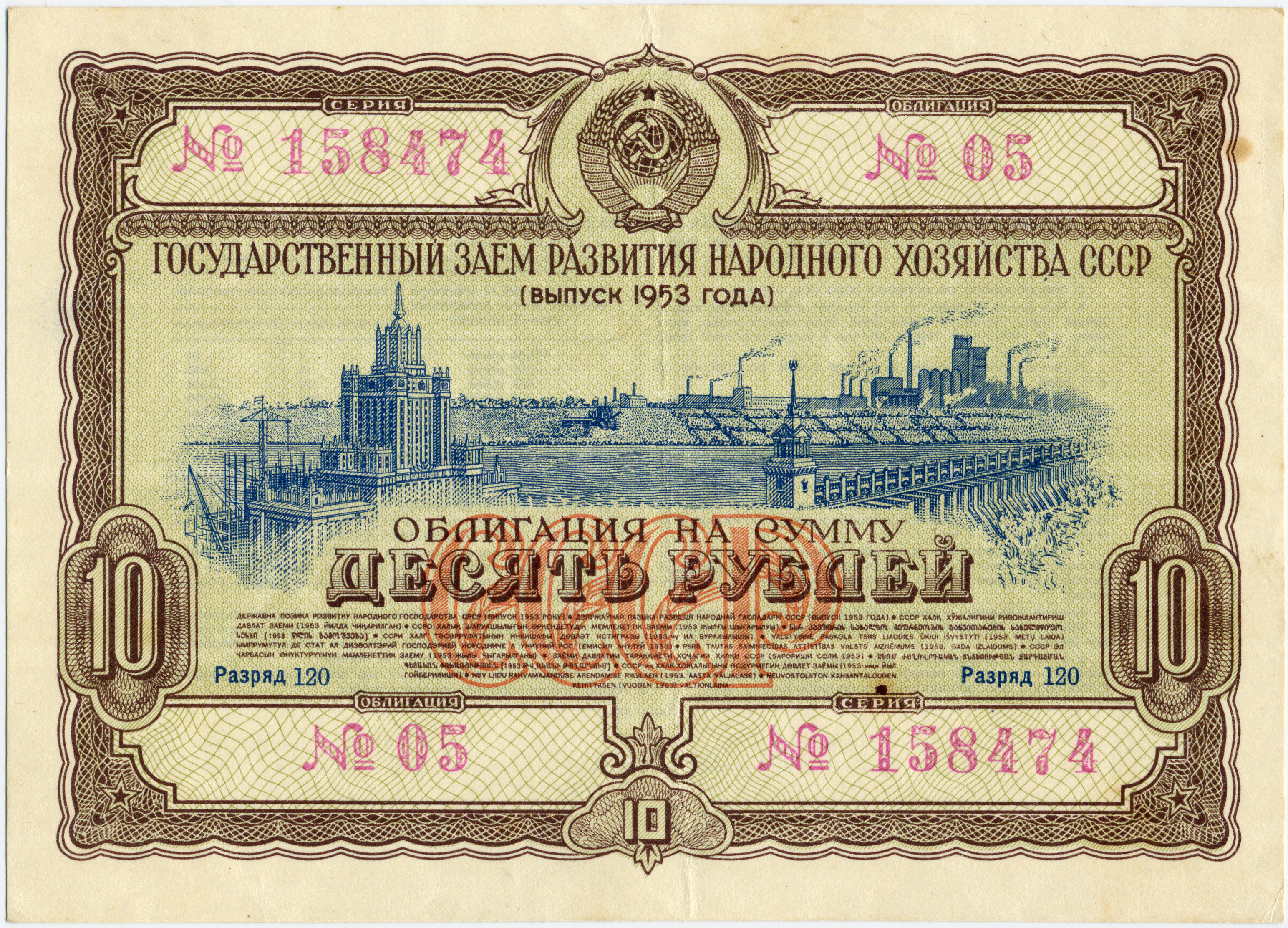
Облигация государственного займа СССР, 1953 год.

Государственный заём — одна из форм кредита, при которой заёмщиком выступает государство. Согласно договору, заёмщик берёт деньги у заимодавца для покрытия государственных расходов или проведения целевых мероприятий, на которые у государства нет средств. Приводит к образованию государственного долга. Может быть как внутренним, размещаемым среди банков, предприятий, граждан своей страны, так и внешним, получаемым от зарубежных кредиторов. Государственные займы являются добровольными (ст. 817 ГК РФ).

## Основные сведения
Государственные займы выпускаются для покрытия расходов государства (например, военный заём) или на проведение каких-либо мероприятий, на которые у государства не хватает средств. Договор государственного займа заключается путём приобретения заимодавцем выпущенных государственных ценных бумаг, удостоверяющих право заимодавца на получение от заемщика предоставленных ему взаймы денежных средств или, в зависимости от условий займа, другого имущества, установленных процентов либо иных имущественных прав в те сроки, которые предусмотренные условиями выпуска займа в обращение. Условия выпущенного в обращение займа изменению не подлежат. Как правило, государственные займы распространяются среди большого числа заёмщиков.
Обычно государственные займы реализуются в денежной форме, но в некоторых случаях (например, при гиперинфляции) они могут выпускаться и в натуральной форме. По месту размещения государственные займы делятся на внутренние и внешние. Внутренние государственные займы номинируются в национальной валюте и обращаются на внутренних рынках страны. Внешние государственные займы реализуются на иностранных рынках и реализуются в иностранной валюте. По сроку погашения государственные займы делят на краткосрочные (до года), среднесрочные (от года до пяти лет) и долгосрочные (свыше пяти лет). По характеру выплачиваемого дохода государственные займы делят на процентные (держатели облигаций получают фиксированный твёрдый доход) и выигрышные (доход выплачивается держателям в форме выигрышей по облигациям, попавшим в тираж выигрыша).

## Государственные облигации
Государственные облигации — ценные бумаги, эмитированные с целью покрытия бюджетного дефицита от имени правительства или местных органов власти, но обязательно гарантированные правительством.